# Kongeriget Ungarn (1920–1946)
Denne side handler om Kongeriget Ungarn (1920–1946). For den generelle artikel, se Kongeriget Ungarn. 
Kongeriget Ungarn (ungarsk: Magyar Királyság) bestod fra 1920 til 1946 og var et de facto land under Miklós Horthy. Horthy repræsenterede officielt den abdicerede ungarske monark Karl 4.  apostolisk konge af Ungarn. Karl 4.s forsøg på at genvinde  tronen kunne forhindres gennem trussel om krig fra nabolandene og af manglen på støtte fra Horthy.
Kongeriget Ungarn (uden konge) under Horthy var medlem af aksemagterne under større delen af anden verdenskrig. År 1944 blev Ungarn okkuperet af Nazi-Tyskland og Horthy avsattes. Pilekorspartiets leder Ferenc Szálasi oprettede en ny nazi-støttet regering som gjorde Ungarn til en tysk lydstat. Under det sene forår og sommeren udviste tyskerne hundredtusinder  ungerske jøder og deporterede dem til deres udryddelseslejre, hvor de fleste døde.
Efter anden verdenskrigen kom Ungarn inden for Sovjetunionens interessesfære. År 1946 oprettedes den Anden ungarske republik.